# Vorlesepriester
Der Titel Vorlesepriester, altägyptisch Cheri-hebet, oder auch Cheri-habet, beschreibt ein hohes Amt im Alten Ägypten, das von Priestern ausgeübt wurde. Der Titel ist seit der 1. Dynastie belegt. Vorlesepriester begleiteten Begräbniszeremonien mit Gesängen, Gebeten und Litaneien.